# Jake Roche
Jake Peter Roche (Reigate, 16 settembre 1992) è un cantante e attore inglese.
Jake Peter Roche è un cantante, autore e attore inglese, meglio conosciuto come il cantante della band Rixton.
Ha interpretato Isaac Nuttall nell'ITV soap opera Emmerdale; nel 2010 ha interpretato Matt nel musical della BBC Rules of Love.

## Infanzia
Jake è il figlio dell'attore e intrattenitore inglese Shane Richie e di Coleen Nolan. I suoi genitori divorziarono quando lui aveva solo nove anni. Jake sul il divorzio ha detto:" Ricordo di aver visto in prima pagina del tradimento di mio padre, orribile quale era, noi non avevamo capito  subito perché eravamo così piccoli - così non è stato così massiccio, con un impatto che ci ha danneggiato o niente."
Roche è molto amico con Jessie Wallace e ha ammesso che lui pensa a lei come una sorta di seconda madre.
Ha un fratello germano, suo fratello maggiore Shane Roche Jr. (nato nel 1988), dal matrimonio dei suoi genitori, e metà fratello germano; la sua sorellastra Ciara (nata nel giugno 2001) dal matrimonio di sua madre e il suo patrigno Ray Fensome. Dal secondo matrimonio di suo padre sono nati il suo fratellastro  Mackenzie Blue Roche (nato nel 2006), le sue due sorellastre Lolita Bell Roche (nata nel 2008) e Romani-Skye Angel Shelley (nata nel 2011).
Lui ha aspettato nella scuola cattolica St Mary, per poi andarsene a Londra.

## Carriera da attore
Roche ha studiato al The Sylvia Young Theatre School per due anni, per poi apparire nel film Finding Neverland.
Nel 2010, lui ha fatto l'audizione per la parte di Isaac Nuttal in Emmerdale. Per le audizioni lui disse che non aveva detto a nessuno chi erano i suoi genitori.